# Ignatz Rosenak
Ignatz Rosenak (* 16. Dezember 1897 in Bremen; † 12. September 1957 in New York City) war ein deutscher und amerikanischer Rechtsanwalt.

## Biografie
Rosenak war der Sohn des Bremer Rabbiners Leopold Rosenak (1868–1923). Als Kriegsfreiwilliger im Ersten Weltkrieg wurde er schwer verwundet. Nach dem Krieg studierte er Rechtswissenschaften an der Universität Frankfurt am Main, der Universität Heidelberg und der Universität Göttingen. 1927 ließ er sich als Rechtsanwalt in Bremen nieder. Rosenak wehrte sich früh gegen die antisemitische Propaganda in Bremen und versuchte immer wieder, den Senat und die Polizei zum Einschreiten zu bewegen. In der Zeit des Nationalsozialismus war er von 1933 bis 1938 der einzige zugelassene jüdische Rechtsanwalt in Norddeutschland. Er war Vorsitzender des Bremer Komitees für hilfsbedürftige Auswanderer. Zudem war er Mitglied in verschiedenen anderen jüdischen Vereinen und in der Freimaurerloge Kaiser Friedrich. 1938 wanderte er mit seiner Familie aus in die USA und wurde 1944 in New York Anwalt.
Das Rosenak-Haus im Bremer Schnoor wurde nach seinem Vater benannt.